# Natália do Vale
Maria Natália Ferreira do Valle (Floriano, Piauí, 6 de marzo de 1954) es una actriz brasileña.

## Trabajos en la televisión
- 1975 - Gabriela .... Aurora
- 1975 - A Moreninha .... Mademoiselle Aimée
- 1976 - Saramandaia .... Dora
- 1977 - Locomotivas .... Sandra (participatíon especial)[8]
- 1980 - Agua viva .... Márcia Mesquita
- 1981 - Baila Comigo .... Lúcia Toledo Fernandes
- 1982 - Sétimo Sentido .... Sandra Rivoredo
- 1982 - Final Feliz .... Débora Brandão
- 1984 - Transas e Caretas .... Marília Braga
- 1986 - Cambalacho .... Andréa Pereira Souza e Silva
- 1987 - O Outro .... Laura Della Santa
- 1989 - Que Rei Sou Eu? .... Suzanne Webert
- 1993 - Olho no Olho .... Débora
- 1995 - La próxima víctima .... Helena Ribeiro
- 1997 - O Amor Está no Ar .... Júlia Schneider
- 1998 - Torre de Babel .... Lúcia Prado
- 2000 - Aquarela do Brasil .... Dulce
- 2003 - Mujeres apasionadas .... Sílvia Ferreira Lobo
- 2004 - Começar de Novo .... Letícia Pessoa Karamazov
- 2006 - Páginas de la vida .... Carmem Fragoso Martins de Andrade[9]
- 2008 - Negócio da China .... Dra. Júlia Dumas
- 2009 - Vivir la vida .... Ingrid Guimarães Machado
- 2011 - Insensato corazón .... Wanda Brandão[10]
- 2012 -  La guerrera ... Aída Flores Galvão
- 2014 - La sombra de Helena .... Chica (Francisca Proença Fernandes)[11]
- 2016 - Êta Mundo Bom! .... Baronesa (participación especial)
- 2017 - Os Dias Eram Assim ....  Quitéria Sampaio
- 2018 - Orgulho e Paixão ....  Lady Margareth Williamson